# Vándorszél
A Tamara – Vándorszél Bencsik Tamara 2009-ben megjelent, első szólóalbuma. Tizenöt dal hallható rajta, köztük egy Tamara által írt dal, melyet édesapja emlékére írt, illetve a Molitva, azaz Ima, és a Jóban-rosszban főcímdalának 2009-es teljes verziója.
2009 júliusában elkészült az első klip a lemezhez, a Tűz című dalból.

## Dallista
1. Tűz (3:14) Szakos K- Hamza Z
2. Könnyű préda (3:39) Földi A - Hamza Z
3. Koldusszív (3:41) Solti F - Hamza Z
4. A napfény íze (2:58) Krisz R - Hamza Z
5. Te vagy a kincsem (3:40) Földi A - Hamza Z
6. Engedd szívem el (3:20) Földi A - Hamza Z
7. Fekete bársony (3:37) Földi A - Hamza Z
8. Vándorszél (3:21) Solti F - Hamza Z
9. Vigyáz rád egy csillag (3:17) Solti F - Hamza Z
10. Bárhol jársz (3:52) Solti F
11. A híd (3:46) Földi A - Kocsi Kriszta
12. Gyere, szabadíts fel! (3:14) Solti F - Hamza Z
13. Szívemben élsz (4:18) Bencsik Tamara
14. Jóban-rosszban 2009 (3:29)
15. Ima (Molitva) (3:07) Vladimir Graic - Kocsi Kriszta